# Jigsaw (film, 2017)
Pour les articles homonymes, voir Jigsaw.
Série Saw
Saw 3D : Chapitre final
(2010) Spirale : L'Héritage de Saw
(2021)
Pour plus de détails, voir Fiche technique et Distribution.
Jigsaw ou Décadence : L'Héritage au Québec est un film d'horreur américano-canadien réalisé par Michael et Peter Spierig, sorti en 2017.
Huitième film de la série de films d'horreur Saw, il relance la saga au cinéma après sept années d'arrêt, avec une préproduction lancé en 2013 et un tournage effectué en 2016. Un nouveau duo de scénaristes, Josh Stolberg et Pete Goldfinger, écrit le film, remplaçant Patrick Melton et Marcus Dunstan qui étaient à l’œuvre entre le quatrième et le septième opus.
Il s'agit d'une suite mais également d'une préquelle avec une partie de l'intrigue se déroulant dix ans après la mort de Jigsaw, et une autre avant les événements du premier film. Alors que les meurtres du célèbre tueur en série semblent appartenir au passé, des victimes d'un mystérieux individu apparaissent, avec un mode opératoire identique à celui de John Kramer. La police tente de traquer ce nouveau tueur avant que de nouveaux corps n'apparaissent, des personnes étant simultanément contraintes de jouer à un jeu mortel.
Le film reçoit des critiques allant de mitigées à négatives mais son succès au box-office voit la sortie d'un spin-off à la saga, Spirale : L'Héritage de Saw en 2021, puis d'une seconde préquelle, Saw X en 2023.
Dix ans se sont écoulés depuis la mort de John Kramer, surnommé Jigsaw (le tueur au puzzle). Amanda Young est également morte à la fin de Saw 3 et Jill Tuck a été froidement assassinée par Mark Hoffman (en), qui a mystérieusement disparu. Cependant, tout laisse à croire que l'affaire Jigsaw n'est pas complètement terminée, quand cinq personnes se retrouvent entre la vie et la mort. Kramer est-il réellement mort ? Ou a-t-il décidé de disparaître pour mieux renaître ?

## Synopsis
Dix ans après les tueries de Jigsaw, un criminel nommé Edgar Munsen tente d'échapper à la police. Juste avant d'être acculé, il récupère une télécommande qui lui était destinée sur le toit d'un entrepôt désaffecté, et menace les policiers de s'en servir si l'inspecteur Brad Halloran ne vient pas sur les lieux. Ce dernier arrive quelques minutes plus tard en compagnie de son collègue Keith Hunt. Munsen affirme qu'il est obligé de choisir entre sa vie et celles de cinq personnes en choisissant d'utiliser ou non la télécommande. Halloran ordonne aux agents de police de tirer sur la télécommande ou le bras de Munsen s'il tente de l'activer mais sans le tuer, avant d'ordonner à Munsen de lâcher l'appareil. Sur ces mots, ce dernier appuie sur la gâchette, avant de se faire tirer dessus. Une balle le touche néanmoins près de la poitrine. Avant de sombrer dans le coma, il affirme que le jeu vient de commencer.
Ailleurs, cinq personnes se réveillent petit à petit dans une pièce d'une grange abandonnée. Chacun a un seau en métal sur la tête ouvert au niveau des yeux, ainsi qu'un collier attaché à une chaîne, chacune passant à travers une porte différente disposant de scies circulaires. La voix de John Kramer sort d'un haut-parleur et leur explique qu'ils doivent faire un don de sang même infime, s'ils veulent ouvrir leurs portes respectives et que la liberté leur sera offerte en confessant leurs pêchés. Les scies se mettent alors en marche et tous sont entraînés vers elles par leur chaîne. Quatre personnes survivent à l'épreuve en se coupant contre les scies, mais la cinquième personne, un homme resté inconscient depuis le début du jeu, ne se réveille qu'au moment où sa chaîne le plaque contre les scies de sa porte.
La seconde épreuve révèle que l'un des quatre survivants, Carly, a involontairement causé la mort d'une femme asthmatique en volant son sac à main qui contenait son inhalateur. Trois seringues sont alors présentées : l'une contient l'antidote contre le poison qui lui a été injectée alors qu'elle était inconsciente, la seconde une simple solution saline, et la dernière contient un puissant acide ; toutes ont un nombre indiquant "la valeur d'une vie", selon Jigsaw. Elle doit en choisir une, sans quoi tous mourront pendus. Alors qu'elle refuse de choisir et que tous suffoquent par la pendaison, Ryan, un autre survivant au caractère volatile, lui injecte le contenu des trois seringues dans le cou, et l'acide dissout en partie le visage de Carly, qui meurt dans d'atroces souffrances.
Entre-temps, Halloran et Hunt s'emparent de l'affaire, alors que des dépouilles semblant appartenir au cinquième homme et à Carly sont découverts. Halloran soupçonne deux médecins légistes, Logan Nelson et Eleanor Bonneville d'être impliqués dans cette affaire, alors que Logan (vétéran militaire et ancien docteur dont la femme a été assassinée deux ans auparavant) se méfie également d'Halloran.
Dans la grange abandonnée, alors que Ryan tente de tricher en essayant de s'échapper par une porte marquée « sans issue », le sol en bois s'effondre, et sa jambe est prise au piège dans des fils métalliques tranchants. Les deux autres survivants, Mitch et Anna, découvrent une porte vers un silo à grain vide, mais se retrouvent piégés à l'intérieur. Un message audio pour Ryan explique que pour empêcher Anna et Mitch d'être ensevelis par le grain et tués par des objets pointus tombant du silo, il devra tirer un levier qui libérera sa jambe des fils qui l'entravent. Ryan finit par accepter, mais en tirant le levier, sa jambe est tranchée net en dessous du genou, alors qu'Anna et Mitch sortent du silo, légèrement blessés par les objets tranchants qui leur tombaient dessus dans le silo.
Logan et Eleanor discutent dans un bar de leur méfiance envers Halloran, avant qu'Eleanor n'emmène Logan dans son « studio ». Une fois arrivés là-bas, elle révèle être une adoratrice du tueur au puzzle, qu'elle a construit des répliques de plusieurs pièges qui pourraient, à juste titre, l'incriminer. L'inspecteur Hunt, les ayant suivis, prend des photos des médecins et du studio avant d'en informer Halloran. Ce dernier ordonne donc leur arrestation.
L'épreuve suivante teste Mitch. Un autre message audio révèle qu'il a vendu au neveu de John Kramer une puissante moto aux freins défectueux, causant sa mort dans un accident de la route. Mitch, pendu aux chevilles, est descendu dans une machine avec une lame en spirale, entraînée par cette même moto. Le seul moyen de se libérer est d'atteindre la manette de frein au bout de la spirale, sans être déchiqueté par la lame. Malgré l'aide d'Anna qui a tenté d'arrêter la moto avec une barre de fer, Mitch ne réussit pas l'épreuve, et son corps est sauvagement déchiqueté.
Edgar Munsen, toujours hospitalisé, est enlevé par un assaillant inconnu, et quand la police, sous la pression de l'opinion publique et de la presse, craignant le retour du tueur au puzzle, finit par exhumer la tombe de John Kramer, le cadavre de Munsen est retrouvé à l'intérieur du cercueil.
Hunt, convaincu par Logan, son vieil ami, qu'Halloran est le suspect, au vu ses accords passés avec Munsen, le laisse partir. Logan et Eleanor se rendent donc à la grange abandonnée appartenant à Jill Tuck, qu'Eleanor a pu retrouver par ses déductions. Halloran les poursuit.
Anna laisse Ryan et, pensant trouver la sortie, tente de passer à travers l'entrebâillement d'une lourde porte, avant d'être capturée par une personne au masque de porc. Anna se réveille avec Ryan, chacun d'un bout à l'autre d'une pièce, attachés à une chaîne à leur cheville. Un homme au masque de porc travaille un mécanisme au centre de la pièce, et en enlevant son masque, se révèle être John Kramer. Il révèle qu'Anna était une ancienne voisine, et qu'il la sait responsable de la mort de deux personnes : son bébé, qu'elle a étouffé dans un accès de rage, et son mari, qu’elle a ensuite accusé à tort d'avoir étouffé l'enfant avec son corps alors qu'il dormait, et ne pouvant supporter cette fausse accusation, ce dernier s'est ensuite suicidé. Il ajoute que Ryan, à l'époque où il était adolescent et qu'il était ivre, a causé la mort de ses deux amis dans un accident de voiture, où seul Ryan fut éjecté de la voiture avant qu'elle n'explose lors d'une collision frontale. Ryan avait ensuite menti aux policiers pour mettre tout le blâme sur son ami afin de s'en laver les mains. John explique ensuite que les deux survivants n'ont pas encore gagné leur liberté et qu'ils ont compris son message « à l'envers ». Avant de partir, il charge une cartouche dans un fusil de chasse au milieu de la pièce, en leur disant que cette balle est « la clé » de leur survie. Anna se jette sur le fusil et tente de tuer Ryan. Le fusil étant piégé, c'est elle qui prend la balle en plein visage, la tuant sur le coup. Ryan, remarquant les clés de cadenas détruites dans la cartouche qu'Anna a tirée, comprend en pleurant que son sort est également scellé.
Alors que Logan et Eleanor fouillent la grange, Halloran les prend par surprise. Eleanor réussit à s'enfuir, et Halloran se jetant à sa poursuite est tranquillisé par un inconnu. Logan et Halloran se réveillent dans une pièce, chacun avec des colliers truffés de puissants lasers de découpage. Un message audio du tueur au puzzle leur dit de confesser leurs péchés sous peine de mort, et qu'ils ont le choix de la personne qui passera le test en premier. Halloran tend un piège à Logan en le forçant à passer en premier. Ce dernier confesse qu'il a fait une grave erreur en mettant le mauvais nom sur les clichés radio de Kramer, retardant ainsi le diagnostic de son cancer. Malgré sa confession, les lasers tranchent sa gorge et Logan se vide de son sang. Halloran passe donc son test, et avoue qu'il a laissé des criminels en liberté pour son propre profit et que des innocents en sont morts. C'est à ce moment-là que Logan se relève, sous les yeux médusés de l'inspecteur.
Logan révèle qu'il a feint sa mort pour soutirer des aveux à Halloran, et que dix ans se sont écoulés depuis que les jeux ont eu lieu dans la grange. C'était lui l'inconnu que l'on pensait mort. Comme il était inconscient lorsque le jeu a démarré, John Kramer l'a sauvé, pensant qu'il ne devait pas mourir à cause de son erreur, accidentelle de surcroît. Il l'a donc pris sous son aile. Les différents corps retrouvés par la police étaient en réalité ceux de criminels qu'Halloran avait laissés en liberté, et Logan leur avait fait subir les mêmes épreuves que celles de la grange, 10 ans plus tôt. Il révèle aussi qu'Edgar Munsen était également un criminel libéré par Halloran, et qu'il était l'assassin de sa femme. C'est d'ailleurs Logan qui a tiré dans la poitrine de Munsen au début du film.
Logan fera confondre Halloran en tant que nouveau tueur au puzzle, mais décide de le tuer, parce qu'il a sciemment tenté de faire de même en violant les règles du jeu, et qu'il n'a pas avoué toutes ses fautes. En parlant ainsi « au nom des morts », Logan réactive le collier et ferme la porte, laissant les lasers trancher la tête d'Halloran de toutes parts.

## Fiche technique
Sauf indication contraire, les informations mentionnées dans cette section peuvent être confirmées par la base de données cinématographiques IMDb,  présente dans la section « Liens externes ».
- Titre original et français : Jigsaw
- Titre québécois : Décadence : L'Héritage
- Réalisation : Michael et Peter Spierig
- Scénario : Josh Stolberg (en) et Peter Goldfinger, d'après les personnages créés par James Wan et Leigh Whannell[2]
- Musique : Charlie Clouser[3]
- Direction artistique : Greg Chown
- Décors : Anthony Cowley
- Costumes : Steven Wright
- Photographie : Ben Nott
- Son : Keith Elliott, Detlef Halaski et Mark Zsifkovits
- Montage : Kevin Greutert
- Production : Mark Burg, Gregg Hoffman (en) et Oren Koules

Production déléguée : James Wan, Leigh Whannell, Peter Block, Jason Constantine, Daniel J. Heffner et  Stacey Testro
Production associée : Ketura Kestin
Coproduction : Kym Crepin
- Sociétés de production[4] :
  - États-Unis : Burg Koules Hoffman Productions, 
    - avec la participation de Twisted Pictures (en),
    - produit en association avec Serendipity Productions et A Bigger Boat

  - Canada : avec la participation de Ontario Production Services Tax Credit et Canadian Film or Video Production Tax Credit
- Sociétés de distribution :
  - États-Unis : Lionsgate
  - Canada : Entertainment One, Les Films Séville[5]
  - France : Metropolitan Filmexport
  - Suisse : Ascot Elite Entertainment Group
  - Belgique : Belga Films
- Budget : 10 millions de $[6]
- Pays d'origine :  États-Unis,  Canada
- Langue originale : anglais
- Format[7] : couleur - Digital - 2,35:1 (Cinémascope) - son Dolby Atmos
- Genre(s) : épouvante-horreur, thriller, policier, mystère, torture porn
- Durée : 92 minutes
- Dates de sortie[8] :
  - États-Unis, Canada : 27 octobre 2017
  - France, Belgique, Suisse romande[9] : 1er novembre 2017
- Classification[10] :
  -  États-Unis : Interdit aux moins de 17 ans (certificat #50946) (R – Restricted) [Note 1].
  -  Canada : Les personnes de moins de 18 ans doivent être accompagnées d'un adulte (18A - 18 Accompaniment).
  -  Québec : 16 ans et plus (16+ / 16 years and over).
  -  France : Interdit aux moins de 16 ans (visa d'exploitation no 147568 délivré le 18 octobre 2017)[11],[12],[Note 2].

## Distribution
- Matt Passmore (VF : David Mandineau ; VQ : Alexandre Fortin) : Logan Nelson
- Tobin Bell (VF : Bruno Dubernat ; VQ : Stéphane Rivard) : John Kramer / Jigsaw
- Callum Keith Rennie (VF : Stefan Godin ; VQ : Patrick Chouinard) : l'inspecteur Brad Halloran
- Hannah Anderson (VF : Jessica Monceau ; VQ : Véronique Marchand) : Eleanor Bonneville
- Clé Bennett (VF : Jean-Louis Tilburg ; VQ : Frédérik Zacharek) : l'inspecteur Keith Hunt
- Laura Vandervoort (VF : Barbara Beretta ; VQ : Catherine Proulx-Lemay) : Anna
- Paul Braunstein (VF : Jérémie Covillault ; VQ : François Sasseville) : Ryan
- Mandela Van Peebles (VF : Diouc Koma ; VQ : Louis-Philippe Berthiaume) : Mitch
- Brittany Allen (VF : Anne Broussard ; VQ : Annie Girard) : Carly
- Josiah Black (VF : Jean-Marc Charrier ; VQ : David Laurin) : Edgar Munsen
- Edward Ruttle : Matthew
- Michael Boisvert (en) : Lee James
- Troy Feldman : l'officier Palermo
- Shaquan Lewis : l'officier Solomon
- Sonia Dhillon Tully (VF : Daria Levannier) : une docteur

## Production

### Genèse et développement
Saw 3D était censé être le dernier film de la franchise Saw, divisé en deux parties. Cependant, Lionsgate a permis aux cinéastes de faire seulement un seul film après Saw 6 à la suite de sa sous-performance au box-office,. En février 2016, il a été rapporté que Josh Stolberg (en) et Peter Goldfinger doivent écrire le scénario. En juillet 2016, il a été annoncé que Michael et Peter Spierig doivent réaliser le film,. Mark Burg et Oren Koules, qui ont produit les précédents épisodes de la série, reprennent leurs rôles de producteurs. En octobre 2016, il a été annoncé que la production du film commence.
En juin 2017, alors que le film devait s'appeler Saw: Legacy, il est officiellement renommé Jigsaw (au Québec, le film devait s'appeler Décadence 8 et a été renommé Décadence : L'Héritage). La première bande-annonce est diffusée durant le Comic-Con 2017, le 20 juillet 2017. La date de sortie est à l'occasion également annoncée, à savoir le 27 octobre 2017 pour les États-Unis et le Canada ainsi que le 1er novembre pour la France. En Amérique du Nord, la promotion du film utilise notamment huit affiches, publiées par Lionsgate, mettant en vedette dans le rôle d'« infirmières » : Grae Drake, Dan Rockwell, Susanne Bartch, Nyakim Gatwech, Shaun Dross, Mosh, Mykie et Amanda LePore.
Le tournage a débuté le 12 septembre 2016 et s'est achevé le 25 octobre 2016. Jigsaw a été tourné à Toronto (Canada).

### Musique
La musique du film est composée par Charlie Clouser qui a jusqu'à présent composé la musique de tous les films de la saga Saw.

## Accueil

### Accueil critique
Sur le site agrégateur de critiques Rotten Tomatoes, le film obtient un score de 34 %, et une moyenne de 4,7/10 sur la base de 83 critiques. Sur Metacritic, il obtient un score de 39 sur 100 sur la base de 18 critiques. Sur Allociné, il obtient un score de 1,7/5 pour la presse sur la base de 3 critiques et un score de 2,8/5 pour les spectateurs.

### Box-office
| Pays ou région    | Box-office      | Date d'arrêt du box-office | Nombre de semaines |
| ----------------- | --------------- | -------------------------- | ------------------ |
| États-Unis Canada | 38 052 832 $    | 21 décembre 2017           | 8                  |
| France            | 537 081 entrées | 10 décembre 2017           | 6                  |
| Total mondial     | 102 952 562 $   | 14 novembre 2018           | 21                 |